# برنجاسف لیمویی
 برنجاسف لیمویی(نام علمی: Artemisia michauxiana) نام یک گونه از سرده درمنه‌ها است.